# Comatula
Comatula is een geslacht van haarsterren uit de familie Comatulidae.

## Soorten
- Comatula cratera H.L. Clark, 1916
- Comatula micraster A.H. Clark, 1909
- Comatula pectinata (Linnaeus, 1758)
- Comatula purpurea (Müller, 1843)
- Comatula rotalaria Lamarck, 1816
- Comatula solaris Lamarck, 1816
- Comatula tenuicirra A.H. Clark, 1912